# Вангерланд
Вангерланд (нім. Wangerland) — сільська громада в Німеччині, розташована в землі Нижня Саксонія. Входить до складу району Фрисландія.
Площа — 176 км2. Населення становить 9130 ос. (станом на 31 грудня 2021).